# Amara belfragei
Amara belfragei là một loài bọ cánh cứng trong chi Amara thuộc họ Carabidae.